# リッキー・シモン
リッキー・シモン（Ricky Simón、1992年8月31日 - ）は、アメリカ合衆国の男性総合格闘家。オレゴン州ペンドルトン出身。チーム・オーヤマ所属。元LFAバンタム級王者。

## 来歴
9歳からレスリングを始め、高校卒業後に総合格闘技のトレーニングを始めた。

### 総合格闘技
2012年、プロ総合格闘技デビュー。LFAバンタム級王座を獲得し、13戦12勝の戦績を残す。

### UFC
2018年4月21日、UFC初参戦となったUFC Fight Night: Barboza vs. Leeでメラブ・ドバリシビリと対戦し、3R終了時にギロチンチョークでテクニカル一本勝ち。ファイト・オブ・ザ・ナイトを受賞した。
2019年7月13日、UFC Fight Night: de Randamie vs. Laddで元WEC世界フェザー級王者ユライア・フェイバーと対戦し、右フックでダウンを奪われパウンドで開始46秒のTKO負け。
2019年12月7日、UFC on ESPN: Overeem vs. Rozenstruikでバンタム級ランキング10位のロブ・フォントと対戦し、0-3の判定負け。2連敗となったものの、ファイト・オブ・ザ・ナイトを受賞した。
2021年12月18日、UFC Fight Night: Lewis vs. Daukausでバンタム級ランキング12位のハファエル・アスンソンと対戦し、右フックでダウンを奪いパウンドで2RKO勝ち。
2022年7月16日、UFC on ABC: Ortega vs. Rodríguezでバンタム級ランキング14位のジャック・ショアと対戦し、肩固めで2R一本勝ち。パフォーマンス・オブ・ザ・ナイトを受賞し、5連勝となった。
2023年4月29日、UFC on ESPN: Song vs. Simónでバンタム級ランキング8位のソン・ヤドンと対戦し、左フックでダウンを奪われパウンドで5RTKO負け。
2025年2月22日、UFC Fight Night: Cejudo vs. Songでジャビッド・バシャラートと対戦し、右ストレートで1RKO勝ち。パフォーマンス・オブ・ザ・ナイトを受賞した。

## 人物・エピソード
- 同じく総合格闘家でUFCへ参戦しているヴィンス・モラレスは従兄弟である。

## 戦績
| 総合格闘技 戦績 | 総合格闘技 戦績 | 総合格闘技 戦績 | 総合格闘技 戦績 | 総合格闘技 戦績 | 総合格闘技 戦績 | 総合格闘技 戦績 |
| --------------- | --------------- | --------------- | --------------- | --------------- | --------------- | --------------- |
| 28 試合         | (T)KO           | 一本            | 判定            | その他          | 引き分け        | 無効試合        |
| 22 勝           | 7               | 4               | 11              | 0               | 0               | 0               |
| 6 敗            | 2               | 1               | 3               | 0               | 0               | 0               |

| 勝敗 | 対戦相手                     | 試合結果                         | 大会名                                          | 開催年月日     |
| ○    | キャメロン・スマザーマン     | 5分3R終了 判定3-0                | UFC on ESPN 69: Usman vs. Buckley               | 2025年6月14日  |
| ○    | ジャビッド・バシャラート     | 1R 3:58 KO（右ストレート）       | UFC Fight Night: Cejudo vs. Song                | 2025年2月22日  |
| ×    | ヴィニシウス・オリベイラ     | 5分3R終了 判定0-3                | UFC 303: Pereira vs. Procházka 2                | 2024年6月29日  |
| ×    | マリオ・バティスタ           | 5分3R終了 判定0-3                | UFC Fight Night: Ankalaev vs. Walker 2          | 2024年1月13日  |
| ×    | ソン・ヤドン                 | 5R 1:10 TKO（左フック→パウンド） | UFC on ESPN 45: Song vs. Simón                  | 2022年4月29日  |
| ○    | ジャック・ショア             | 2R 3:28 肩固め                   | UFC on ABC 3: Ortega vs. Rodríguez              | 2022年7月16日  |
| ○    | ハファエル・アスンソン       | 2R 2:14 KO（右フック→パウンド）  | UFC Fight Night: Lewis vs. Daukaus              | 2021年12月18日 |
| ○    | ブライアン・ケレハー         | 5分3R終了 判定3-0                | UFC 258: Usman vs. Burns                        | 2021年2月13日  |
| ○    | ガエターノ・ピレロ           | 2R 4:00 肩固め                   | UFC on ESPN 20: Chiesa vs. Magny                | 2021年1月20日  |
| ○    | レイ・ボーグ                 | 5分3R終了 判定2-1                | UFC Fight Night: Smith vs. Teixeira             | 2020年5月13日  |
| ×    | ロブ・フォント               | 5分3R終了 判定0-3                | UFC on ESPN 7: Overeem vs. Rozenstruik          | 2019年12月7日  |
| ×    | ユライア・フェイバー         | 1R 0:46 TKO（右フック→パウンド） | UFC Fight Night: de Randamie vs. Ladd           | 2019年7月13日  |
| ○    | ハニ・ヤヒーラ               | 5分3R終了 判定3-0                | UFC 234: Adesanya vs. Silva                     | 2019年2月10日  |
| ○    | モンテル・ジャクソン         | 5分3R終了 判定3-0                | UFC 227: Dillashaw vs. Garbrandt 2              | 2018年8月4日   |
| ○    | メラブ・ドバリシビリ         | 3R 5:00 ギロチンチョーク         | UFC Fight Night: Barboza vs. Lee                | 2018年4月21日  |
| ○    | ヴィニシウス・ザニ           | 1R 0:59 KO（スタンドパンチ連打） | LFA 36 【LFAバンタム級タイトルマッチ】          | 2018年3月23日  |
| ○    | チコ・カムス                 | 5分5R終了 判定3-0                | LFA 29 【LFAバンタム級タイトルマッチ】          | 2017年12月15日 |
| ○    | ドナボン・フレロー           | 5分3R終了 判定2-1                | Dana White's Contender Series 5                 | 2017年8月8日   |
| ○    | チャロン・スペイン           | 1R 1:59 肩固め                   | KOTC: Headstrong                                | 2017年5月27日  |
| ○    | エドゥアルド・トーレス       | 5分3R終了 判定3-0                | KOTC: Heavy Trauma                              | 2017年2月4日   |
| ×    | アンデルソン・ドス・サントス | 2R 2:38 リアネイキドチョーク     | Titan FC 37 【TitanFCバンタム級タイトルマッチ】 | 2016年3月4日   |
| ○    | アレックス・ソト             | 5分3R終了 判定3-0                | Titan FC 35                                     | 2015年9月19日  |
| ○    | ジェレミア・ラビアーノ       | 5分3R終了 判定2-1                | TPF 24                                          | 2015年8月6日   |
| ○    | ポール・ニョク               | 5分3R終了 判定3-0                | KOTC; Warrior's Spirit                          | 2015年3月21日  |
| ○    | コール・ミラノ               | 1R 0:55 TKO（パンチ連打）        | FCFF: Rumble at the Roseland 80                 | 2014年11月19日 |
| ○    | ジョン・マルティネス         | 1R 3:41 TKO（パンチ連打）        | Main Event MMA 3                                | 2014年8月16日  |
| ○    | ケンドール・ワード           | 1R 0:49 TKO（パンチ連打）        | Main Event MMA 2                                | 2014年4月19日  |
| ○    | アレックス・イーストマン     | 1R 1:34 TKO（パンチ連打）        | Main Event MMA 1                                | 2014年1月18日  |

## 獲得タイトル
- 第二代LFAバンタム級王座（2017年）

## 表彰
- UFC ファイト・オブ・ザ・ナイト（2回）
- UFC パフォーマンス・オブ・ザ・ナイト（2回）